# Phương Văn Bình
Phương Văn Bình (sinh tháng 10 năm 1950) là tướng trong Quân Giải phóng Nhân dân Trung Quốc (PLA). Năm 2002, ông được thăng quân hàm Thiếu tướng. Tháng 3 năm 2014, ông bị cơ quan chống hối lộ của PLA điều tra. Trước đó, ông giữ chức Tư lệnh Quân khu tỉnh Sơn Tây và Ủy viên Ban Thường vụ Tỉnh ủy Sơn Tây.

## Tiểu sử
Phương Văn Bình sinh ra và lớn lên ở Bắc Kinh, thủ đô của Trung Quốc. Tháng 2 năm 1968, ông bắt đầu sự nghiệp chính trị. Tháng 3 năm 1970, ông gia nhập Đảng Cộng sản Trung Quốc. Ông phục vụ ở các vị trí khác nhau tại Tập đoàn quân 27, Quân khu Bắc Kinh và làm việc trong khoảng thời gian sáu năm mới lên tới vị trí Trưởng Ban Hậu cần Tập đoàn quân 27. Năm 2000, ông được bổ nhiệm làm Tham mưu trưởng Quân khu tỉnh Hà Bắc. Năm 2005, ông được chuyển đến Sơn Tây và được bổ nhiệm giữ chức Tư lệnh Quân khu tỉnh Sơn Tây, một năm sau, ông kiêm nhiệm vị trí Ủy viên Ban Thường vụ Tỉnh ủy Sơn Tây. Tháng 3 năm 2014, ông bị cơ quan chống tham nhũng của PLA điều tra. Ông đã bị chuyển tới cơ quan tư pháp vào tháng 5 năm 2014.